# Шефер, Манфред
Ма́нфред Ше́фер (англ. Manfred Schaefer; 12 февраля 1943, Пиллау, Восточная Пруссия, Германия — 28 марта 2023) — австралийский футболист и тренер немецкого происхождения. Как футболист и тренер становился чемпионом с клубом «Сент Джордж Будапешт», также в качестве тренера становился серебряным призёром Национальной футбольной лиги. В составе сборной Австралии выступал на чемпионате мира 1974 проходившего на его родине, в Германии. Член Зала Славы Футбольной федерации Австралии.

## Карьера
Родился в Пиллау, Восточная Пруссия, (ныне Балтийск, Калининградская область). Из-за Второй мировой войны семья вынужденно переехала в Бремен. В 14 лет с семьей эмигрировали в Австралию. В Австралии работал молочником, доставлял молоко в разных пригородах на больших расстояниях пешком, многие связывали с этим его физическую готовность.
Жесткий центральный защитник начал свою футбольную карьеру в 1960 году с командой Блэктаун на западе Сиднея, выступавший во втором дивизионе Нового Южного Уэльса. В 1963 году он перешёл в клуб первого дивизиона «Будапешт» в 1965 году переименованный в «Сент Джордж Будапешт» за который он выступал до 1975 года с такими звёздами австралийского футбола того времени как Аттила Абоньи и Джонни Уоррен. В 1967, 1971, 1974 и 1975 годах он выигрывал с клубом чемпионат штата, который в отсутствие национального чемпионата был самым высоким возможным достижением в стране. 1967, 1972 и 1975 годах он выигран кубок штата, известный как Кубок Ампола, а в 1964 и 1972 годах — Кубок Федерации. Титулы 1975 года были выиграны им в качестве играющего главного тренера команды.
Дебют Шефера в составе национальной сборной состоялся в матче против Новой Зеландии на турнире Национального дня Вьетнама 5 ноября 1967 года, который Австралия выиграла в Сайгоне, ныне Хо Ши Мин. Последние три матча провел на чемпионате мира 1974 против ГДР, ФРГ и Чили. Всего за сборную отыграл 49 матчей и забил один гол.
С 1975 года стал тренером в начале «Сент Джордж Будапешт», затем «Сидней Олимпик» с которым дважды становился серебряным призёром Национальной футбольной лиги и «Маркони Сталлионз», с которым уступил в Гранд Финале 1995/96 года клубу «Мельбурн Найтс». Также тренировал «Брансуик Ювентус», «АПИА Лейхардт Тайгерс», «Сидней Юнайтед» и «Аделаида Шаркс».
Скончался 28 марта 2023 года в возрасте 80 лет.

## Достижения
- Победитель Премьер-лиги Нового Южного Уэльса: 4 (1967, 1971, 1974, 1975)
- Победитель Кубка Ампола: 3 (1967, 1971, 1975)
- Победитель Кубка Федерации: 2 (1964, 1972)
- Серебряный призёр Национальной футбольной лиги: 3 (1984, 1986, 1995/96)